# Branč
Branč este o comună slovacă, aflată în districtul Nitra din regiunea Nitra. Localitatea se află la altitudinea de 133 m deasupra n.m. șî se întinde pe o suprafață de 13,81 km2 și în 2017 număra 2233 de locuitori.

## Istoric
Localitatea Branč este atestată documentar din 1156.

## Demografie
| An:                | 1994 | 2004   | 2014   | 2024   |
| ------------------ | ---- | ------ | ------ | ------ |
| Număr de persoane: | 2007 | 2065   | 2202   | 2169   |
| Diferență:         |      | +2,88% | +6,63% | −1,49% |

| An:                | 2023 | 2024   |
| ------------------ | ---- | ------ |
| Număr de persoane: | 2172 | 2169   |
| Diferență:         |      | −0,13% |